# 丝氨酸蛋白酶

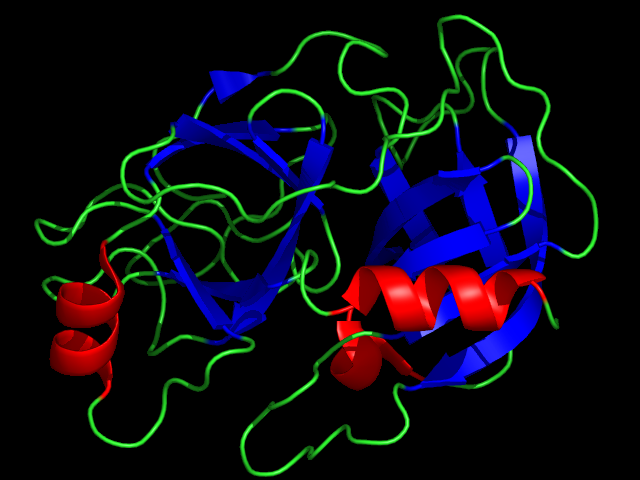
絲氨酸蛋白酶

丝氨酸蛋白酶是一个蛋白酶家族，它们的作用是断裂大分子蛋白质中的肽键，使之成为小分子蛋白质。其激活是通过活性中心一组氨基酸残基变化实现的，它们之中一定有一个是丝氨酸（其名字的由来）。在哺乳类动物里面，丝氨酸蛋白酶扮演着很重要的角色，特别是在消化，凝血和补体系统方面。

## 消化酶
胰分泌的酶里面有三种是丝氨酸蛋白酶：
- 糜蛋白酶，又称为胰凝乳蛋白酶，水解酶类的一种肽链内切酶，主要促使疏水性氨基酸尤其是酪氨酸、色氨酸、苯丙氨酸及亮氨酸的羧基端多肽裂解。由胰以糜蛋白酶原的形式分泌，在小肠内经胰蛋白酶作用而激活。糜蛋白酶A及B分子大小不同，但特异性则相似。

- 胰蛋白酶属水解酶类，促使肽链分裂，作用部位为精氨酸或赖氨酸羧基。此酶以酶原形式由胰释出，在小肠中转化为活性形式。

- 弹性蛋白酶（EC 3.4.21.36.）：水解酶类的一种，对丙氨酸、甘氨酸、异亮氨酸、亮氨酸或缬氨酸等含羧基的多肽键起催化水解的作用，因曾认为此酶主要作用于弹性蛋白而有此命名。它是胰以酶原（弹性蛋白酶原）形式分泌的一种丝氨酸蛋白酶，参与肠内蛋白消化。

这三种酶的一级结构（氨基酸序列）和三级序列（所有原子的空间排布）相似。它们的活性丝氨酸残基都是在同一位置（Ser-195）。

## 凝血因子
几种激活的凝血因子都是丝氨酸蛋白酶，包括：
- 凝血第十因子（X），也称Stuart因子，参于内源性和外源性凝血途径的一种耐贮存因子。缺乏可致系统性凝血障碍（第十因子缺乏症）。
- 凝血第十一因子（XI），即是血浆凝血酶致活酶先质：作用于内源性凝血途径的一种稳定因子。缺乏这种因子会引起系统性血凝缺陷，即C型血友病或Rosenthal综合征，与典型血友病相似。
- 凝血酶来自凝血酶原，可促使纤维蛋白原变为纤维蛋白的酶；
- 纤维蛋白溶酶，胞浆素，：是溶解纤维蛋白或血凝块系统的有效部分，是对纤维蛋白有高度特异性的蛋白分解酶，对已经形成的纤维蛋白凝块有特别的溶解力，对其他血浆蛋白、凝固因子和一般蛋白质也有类似作用。

## 补体系统
补体系统里面有几种蛋白质属于丝氨酸蛋白酶，包括：
- C1r 和 C1s
- C3转化酶裂解补体成分C3为C3a和C3b的酶；经典途径C3转化酶是C4b，2a；旁路C3转化酶是C3b，Bb和C3b，Bb。详见：补体系统

## 作用原理
- 通过邻近的氨基酸残基链，丝氨酸残基在活性中心被激活。
- 被激活的羟基与肽键的碳原子发生亲核反应。
- 肽键断裂后，酰基上的碳被酯化，肽键的氮端会被释放游离。
- 水解反应，与酶相连的碳端产物被释放。反应完成。